# فاضل (اسم)
فاضل هو اسم علم مذكر من أصل عربي، ومعناه هو العفيف الطاهر، ذو الفضيلة، الغالب .

## شخصيات تحمل الاسم
- فاضل أحمد باشا الكوبريللي (سياسي تركي، 1635[4][5] – 3 نوفمبر 1676[5])
- فاضل برواري (قائد عسكري عراقي، 1966 – 20 سبتمبر 2018)
- فاضل جلال (لاعب كرة قدم مغربي، 4 مارس 1964[6] – )
- فاضل حسن عابد (27 أبريل 1936 – )
- فاضل حسني داغلرجه (كاتب تركي، 26 أغسطس 1914 – 15 أكتوبر 2008)
- فاضل حسين (فيزيائي أمريكي، 20 يناير 1943 – )
- فاضل ساي (14 يناير 1970 – )
- فاضل عبد الله محمد (25 أغسطس 1972 – 8 يونيو 2011)
- فاضل مصطفى باشا الكوبريللي (صدر أعظم عثماني، 1637[7] – 19 أغسطس 1691[7])
- فاضل موسائيف (لاعب كرة قدم أوزبكستاني، 2 يناير 1989[8] – )
- الفاضل محمد ( مصمم داخلي، 4 مايو 2000 )

## وصلات خارجية
- موسوعة السلطان قابوس لأسماء العرب نسخة محفوظة 5 أبريل 2019 على موقع واي باك مشين.